# Wołów (gemeente)
De gemeente Wołów is een stad- en landgemeente in het Poolse woiwodschap Neder-Silezië, in powiat Wołowski.
De zetel van de gemeente is in Wołów.
Op 30 juni 2004 telde de gemeente 22 609 inwoners.

## Oppervlakte gegevens
In 2002 bedroeg de totale oppervlakte van gemeente Wołów 331,06 km², waarvan:
- agrarisch gebied: 50%
- bossen: 40%

De gemeente beslaat 49,05% van de totale oppervlakte van de powiat.

## Demografie
Stand op 30 juni 2004:
| Omschrijving                   | Totaal | Totaal | Vrouwen | Vrouwen | Mannen | Mannen |
| ------------------------------ | ------ | ------ | ------- | ------- | ------ | ------ |
| eenheid                        | aantal | %      | aantal  | %       | aantal | %      |
| inwoners                       | 22 609 | 100    | 11 564  | 51,1    | 11 045 | 48,9   |
| bevolkingsdichtheid (inw./km²) | 68,3   | 68,3   | 34,9    | 34,9    | 33,4   | 33,4   |

In 2002 bedroeg het gemiddelde inkomen per inwoner 1090,15 zł.

## Administratieve plaatsen (sołectwo)
Boraszyn, Bożeń, Dębno, Domaszków, Garwół, Gliniany, Golina, Gródek (z wsią Stróża), Krzydlina Mała, Krzydlina Wielka, Lipnica, Lubiąż, Łososiowice, Mikorzyce, Miłcz, Moczydlnica Dworska (z wsią Kłopotówka), Mojęcice (z wsią Kąty), Nieszkowice, Pawłoszewo (z wsią Łazarzowice), Pełczyn (z wsią Wróblewo), Piotroniowice, Prawików, Proszkowa, Rataje, Rudno, Siodłkowice, Sławowice, Stary Wołów, Stęszów, Stobno (z wsią Biskupice), Straszowice (z wsią Żychlin), Tarchalice (z wsią Wodnica), Uskorz Mały, Uskorz Wielki, Warzęgowo (z wsią Smarków), Wrzosy (z wsią Kretowice), Zagórzyce.
Zonder de status sołectwo : Pierusza

## Aangrenzende gemeenten
Brzeg Dolny, Malczyce, Oborniki Śląskie, Prochowice, Prusice, Ścinawa, Środa Śląska, Wińsko